# 7595 Växjö
För andra betydelser, se Växjö (olika betydelser).
7595 Växjö är en asteroid i huvudbältet som upptäcktes den 21 mars 1993 i samband med det svenska projektet UESAC. Den fick den preliminära beteckningen 1993 FN26 och  namngavs senare efter den svenska staden Växjö.
Växjös senaste periheliepassage skedde den 2 december 2020.